# Gräberfeld von Hjortahammar

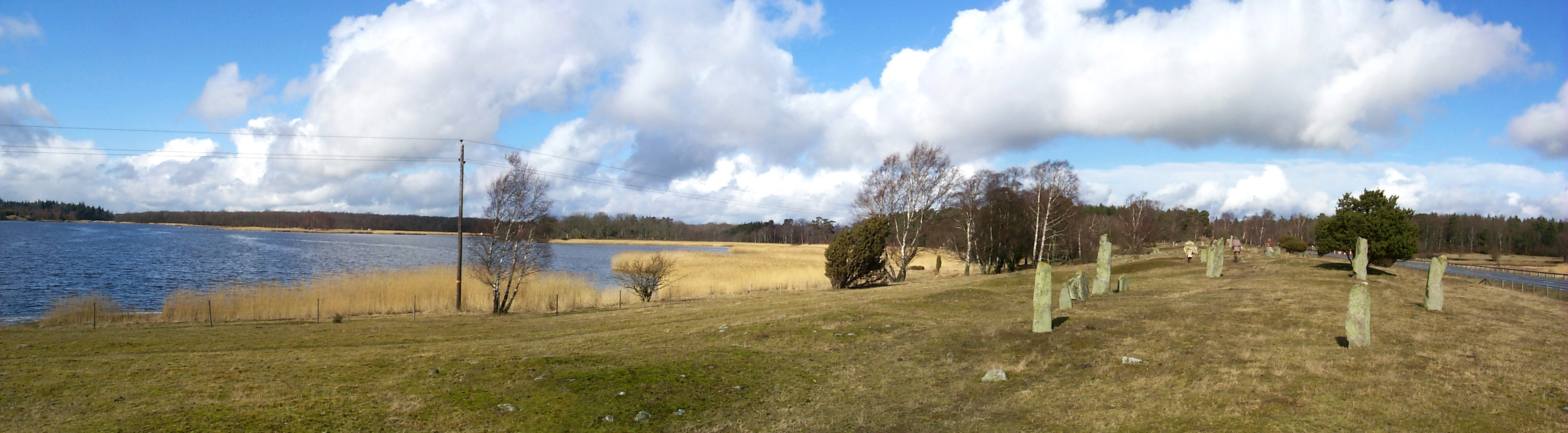
Das Gräberfeld

Das Gräberfeld von Hjortahammar in Schweden wurde von der Eisen- bis zur frühen Wikingerzeit belegt. Es liegt in der Provinz Blekinge län auf einer Weide westlich von Karlskrona auf einer schmalen Landzunge, neben der Straße nach Hasslö.
Mit rund 120 Steinsetzungen und Monumenten ist das Gräberfeld von Hjortahammar eines der größten Skandinaviens. Im Gegensatz zu anderen Feldern, wo sich die Gräber um ein Zentralmonument gruppieren, fallen in Hjortahammar Einzeldenkmäler nicht aus dem Rahmen. An Monumenten findet sich – mit Ausnahme des großen Grabhügels – die in Nordeuropa gängige Palette: Bautasteine und dreieckige Steinsetzungen (Treuddar), sowohl mit als auch ohne Mittelstein, Vierecksetzungen sowie Steinkreise (Domarringe). Unter den Schiffssetzungen hat eine aus relativ niedrigen, rundlichen Steinen errichtete, einen besonders hohen Vorder- und etwas niedrigeren Achtersteven und einen hohen Maststein.
Seit dem frühen 19. Jahrhundert wurden in Hjortahammar Ausgrabungen gemacht. Dabei stellte sich heraus, dass es sich um Brandgräber handelt, eine Sitte, die um etwa 850 n. Chr. endet. Um diese Zeit begann sich die Erdbestattung wieder durchzusetzen. Die gefundenen Grabbeigaben (Töpferwaren, Schmuck) stammen folgerichtig aus der späten Eisenzeit und gehen bis in die frühe Wikingerzeit.

Gräberfeld von Hjortahammar
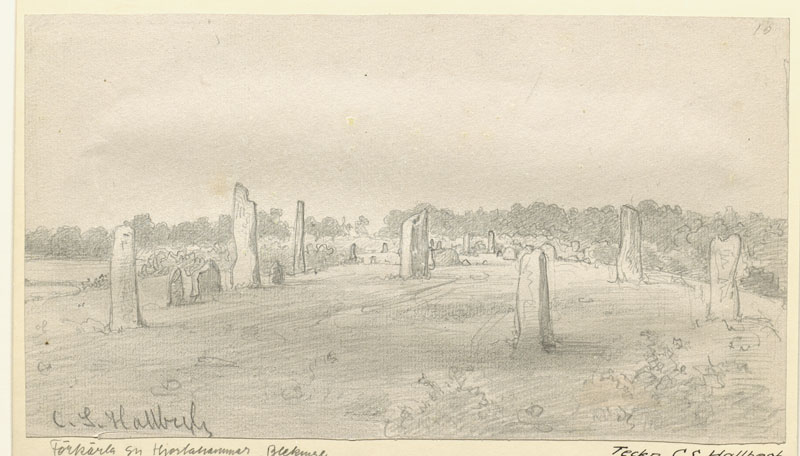
Zeichnung
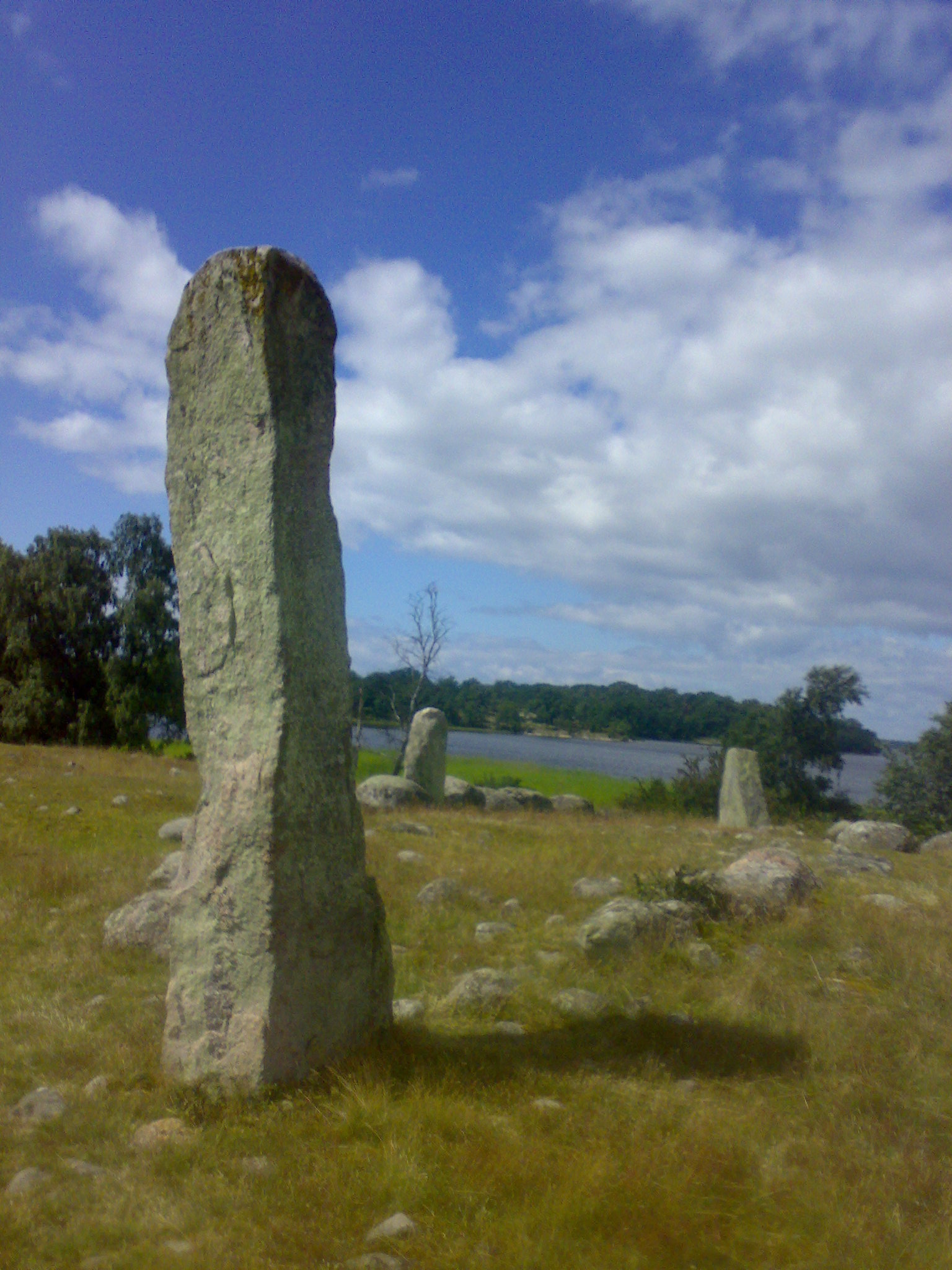
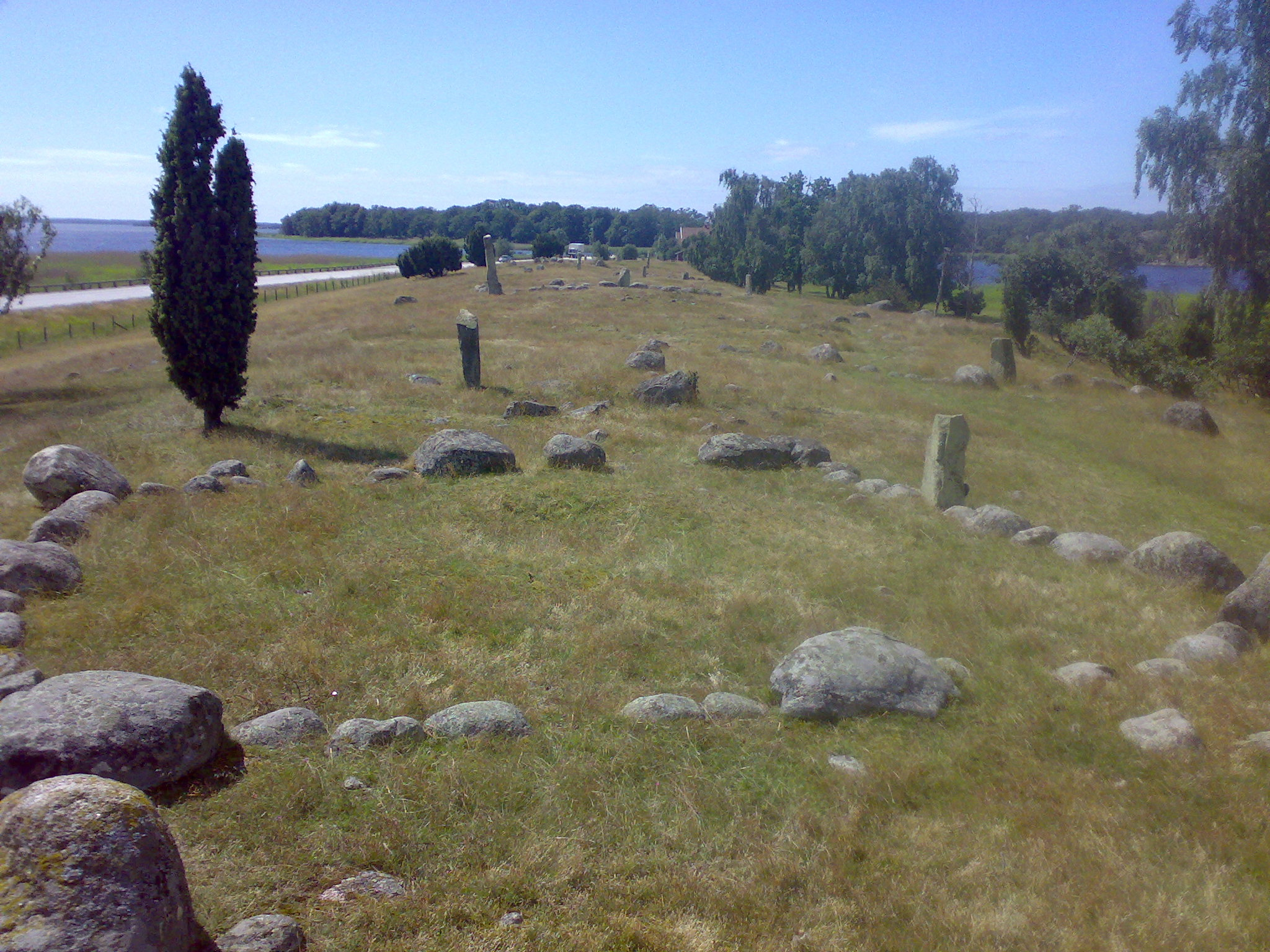
Blick auf das Gräberfeld
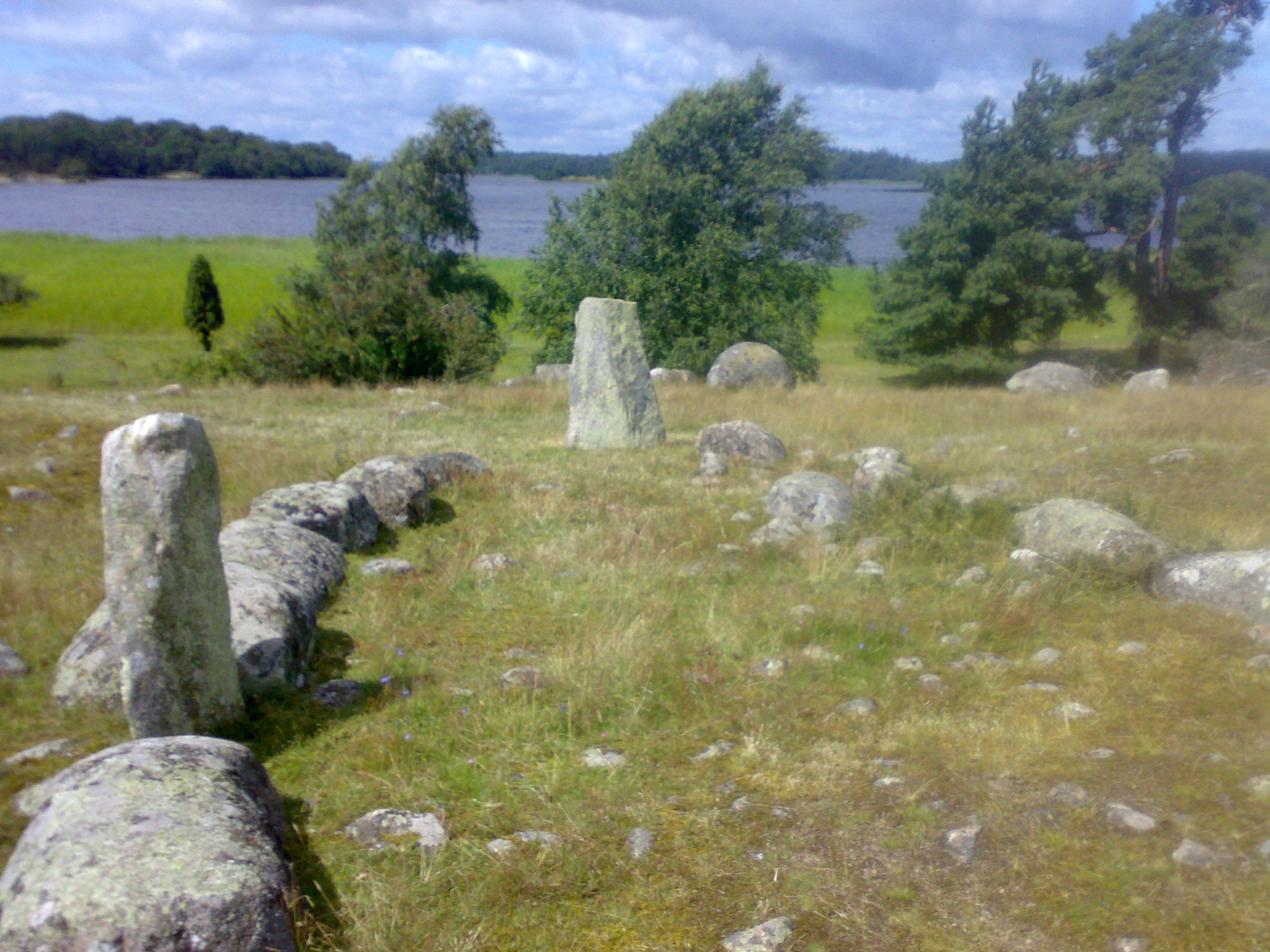